# Amphoe Kathu
Amphoe Kathu (thailändisch อำเภอ กะทู้) ist ein Landkreis (Amphoe – Verwaltungs-Distrikt) der Provinz Phuket. Die Provinz Phuket liegt in der Südregion von Thailand.

## Geographie
Benachbarte Distrikte sind: Amphoe Thalang im Norden und Mueang Phuket westlich und südlich. Die Küste zur Andamanensee liegt im Westen.
Im Distrikt Kathu liegt der berühmteste und größte Touristen-Strand von Phuket: Patong. Nördlich davon liegt Kamala, welcher weit weniger entwickelt ist, was die touristische Infrastruktur angeht.

## Geschichte
Am 5. Dezember 1938 wurde der Landkreis Kathu heruntergestuft zu einem Unterbezirk (King Amphoe) und wurde gleichzeitig dem Amphoe Mueang Phuket unterstellt.
Am 10. Dezember 1959 bekam Kathu wieder den vollen Amphoe-Status.

## Ausbildung
Im Amphoe Kathu befindet sich der Nebencampus Phuket der Prince of Songkla-Universität.

## Verwaltung

### Provinzverwaltung
Der Distrikt hat drei Kommunen (Tambon), die wiederum in 14 Dörfer (Muban) unterteilt sind.
| \| Nr. \| Name \| Thai \| Muban \| Einw.[3] \| \| --- \| ------- \| ----- \| ----- \| -------- \| \| 1. \| Kathu \| กะทู้ \| 08 \| 24.264 \| \| 2. \| Pa Tong \| ป่าตอง \| 0- \| 19.729 \| \| 3. \| Kamala \| กมลา \| 06 \| 06.565 \| |         |       |       |        |
| Nr. | Name    | Thai  | Muban | Einw.  |
| 1. | Kathu   | กะทู้   | 08    | 24.264 |
| 2. | Pa Tong | ป่าตอง | 0-    | 19.729 |
| 3. | Kamala  | กมลา  | 06    | 06.565 |

### Lokalverwaltung
Es gibt zwei Städte (Thesaban Mueang) im Landkreis:
- Patong (เทศบาลเมืองป่าตอง) besteht aus dem ganzen Tambon Patong.
- Kathu (เทศบาลเมืองกะทู้) besteht aus dem ganzen Tambon Kathu.

Tambon Kamala wird von einer „Tambon-Verwaltungsorganisationen“ (TAO, องค์การบริหารส่วนตำบล) verwaltet.